# Relativně kompaktní množina
Relativně kompaktní množina je taková množina bodů topologického prostoru, jejíž uzávěr je kompaktní množina.

## Vlastnosti
Na úplných metrických prostorech jsou relativně kompaktní množiny totožné s prekompaktními množinami.
Množina {\displaystyle M\subset X} je relativně kompaktní právě tehdy, když z každé posloupnosti prvků {\displaystyle M} lze vybrat konvergentní posloupnost v X.